# 张大安
张大安（7世纪—684年），唐朝官员，唐高宗年间为宰相。
张大安是张公谨的儿子。张公谨是唐朝开国之君唐高祖之子和大将秦王李世民（后为唐太宗）的关键追随者，在李世民与其兄皇太子李建成的对抗中支持李世民。武德九年（626年），李世民害怕李建成准备要杀他，张公谨成为对李建成及支持李建成的其弟齐王李元吉实施先发制人攻击的主要策划者之一，于是李世民发动了玄武门之变，在李世民杀李建成、李元吉之后，二人的追随者反攻，张公谨守卫秦王府邸。贞观六年（632年），张公谨卒，享年三十九，追封郯国公，画图形于为太宗统治贡献最大者而设的凌烟阁。
张大安本人生年不详，至少有两兄张大象、张大素。张大安的仕途记载比其父少。仪凤二年（677年）四月，他在太子李贤左庶子任上被授同中书门下三品，为实质宰相。他和太子洗马刘讷言、洛州司户格希玄、学士许叔牙、成玄一、史藏诸、周宝宁等作为当时学者都是李贤注《后汉书》的主要工作者。恒州司法参军苏瑰为丧母而哀痛伤身，张大安表举其孝悌，使其得擢相王府录事参军。永隆元年（680年），已失宠于唐高宗有权势的妻子武皇后（即后来的武则天）的李贤被控谋反，被废黜贬谪。他的大多数幕僚都被赦免，但刘讷言被流放振州，八月张大安也以阿附原太子的罪名贬普州刺史。永淳二年（682年）五月仍在任，去严州题名。他于光宅元年（684年）去世于横州司马任上。

## 子孙
- 張洽，左金吾將軍
  - 张之緒，都官郎中
    - 张○、张塾
- 张涗，同州刺史
  - 张臻，秘書少監
  - 张揆
- 张浚，侍御史。有孙张之續